# Гальчинський Леонід Юрійович
Леонід Юрійович Гальчинський (нар. 7 травня 1947, с. Лутайки, Прилуцький район, Чернігівська область) — український учений у сфері розробок і підтримки інформаційних систем; кандидат технічних наук, доцент кафедри математичного моделювання економічних систем факультету менеджменту та маркетингу Національного технічного університету України «КПІ імені Ігоря Сікорського».

## Життєпис
Закінчив Московський інженерно-технічний інститут за спеціальністю «автоматизовані системи управління, технічна кібернетика».
У 1979 році, захистивши дисертацію, отримав вчений ступінь кандидата технічних наук.
Працював у науково-технічному об'єднанні «Кристал», Київській міській адміністрації, Антимонопольному комітеті України.
Наукові інтереси: кількісні моделювання та застосування інформаційних технологій в складних соціально-економічних системах

## Праці
- Гальчинський Л. Ю., Капустян В. О. Технології електронної обробки даних в інформаційних системах економіки. Навчальний посібник з грифом МОН України (№ 1/11-2081 від 18.03.10). — К.: Центр навчальної літератури, 2010. — 503 с.

- The agent-based model of regulation of retail prices on the market of petroleum products [Архівовано 25 липня 2020 у Wayback Machine.] / Galchynsky L., Svydenko A., Veremenko I. // Polish Journal of Management Studies, 2011. — P. 136—146
- Model of evaluation of the management effectiveness of state corporate rights of industrial enterprises in Ukraine / Leonid Galchynsky // Oeconomia Copernicana, 2014. — Volume 5, Issue 4, рр. 75-95
- Моделювання еволюції телекомунікаційного ринку України / Гальчинський Л. Ю., Велічук О. О. // Вісник Національного університету «Львівська політехніка». Серія: Проблеми економіки та управління, № 683. — 2010. — С. 54—60
- Визначення Відносної виробничої ефективності нафтових компаній з різним відсотком власності уряду / Гальчинський Л. Ю., Чвертко О. В. // Культура народів Причорномор'я, № 220, 2012 р.
- Модель багатокритеріального оцінювання ефективності підприємства на основі оболонкового аналізу даних / Гальчинський Л. Ю.,  Мандріка А. Ю. // Вісник Одеського національного університету. Економіка, Том 18, Випуск 4. — С.94-99
- Факторний аналіз формування цін на ринку будівництва в Україні / Гальчинський Л. Ю., Станіславчук Ю. С. // Бізнес Інформ, № 6, 2013. — С. 56-61
- Оцінка сукупної вартості володіння операційними системами в органах державної влади / Луговець В. В., Гальчинський Л. Ю. // Економічний вісник НТУУ «КПІ»: збірник наукових праць. — 2017. — № 14. — С. 491—497.
- Оптимізація бюджету рекламодавців, як учасників ринку контекстної реклами // Технологічний аудит та резерви виробництва. — 2016, Том 1, № 3 (27). — С. 30-36

- Свідоцтво авторського права на «Комп'ютерна програма „ІПВ у ВНЗ“»; № 49619 від 07.06.2013

## Конференції
- VIII Всеукраїнська науково-практична конференція «Комп'ютерне моделювання та інформаційні системи в науці, економіці і освіті»; Назва доповіді — «Мультиагентна модель ринку нафтопродуктів в рамках недостатньої статистичної інформації»; Автори — Гальчинський Л. Ю., Свиденко А. М.; Місце проведення — Одеса; Дата проведення: 26.05.2011
- «Kreatywnosc i innowacje w zarzadzaniu organiyacjami»; Назва держави — Польща; «Назва доповіді» — Новые подходы регулирования цен на рынке нефтепродуктов ; Автори — Анкудович, И. А. Веременко, Л. Ю. Гальчинський ; Місце проведення — м. Ченстохова; Дата проведення: 27.10.2010
- VII Conference of Applied Economy; Назва держави — Польща; Назва доповіді — Model of estimation of efficiency of management of the constitutional corporate laws of industrial enterprises of Ukraine; Автори — Леонід Гальчинський; Місце проведення — Торунь; Дата проведення: 25.05.2013
- Comparative assessment of software piracy based on the DEA method; Автори — Леонід Гальчинський, Віталій Логовець; Місце проведення — Бірмінгем, Велика Британія; Дата проведення: 16.04.2018